# 1146 (szám)
Az 1146 (római számmal: MCXLVI) az 1145 és 1147 között található természetes szám.

## A szám a matematikában
A tízes számrendszerbeli 1146-os a kettes számrendszerben 10001111010, a nyolcas számrendszerben 2172, a tizenhatos számrendszerben 47A alakban írható fel.
Az 1146 páros szám, összetett szám, szfenikus szám. Kanonikus alakja 21 · 31 · 1911, normálalakban az 1,146 · 103 szorzattal írható fel. Nyolc osztója van a természetes számok halmazán, ezek növekvő sorrendben: 1, 2, 3, 6, 191, 382, 573 és 1146.
Az 1146 érinthetetlen szám: nem áll elő pozitív egész számok valódiosztóösszeg-függvényeként..

## Csillagászat
- 1146 Biarmia kisbolygó